# Gällö
Gällö ist ein Ort (tätort) in der schwedischen Provinz Jämtlands län und in der historischen Provinz Jämtland.

## Lage
Gällö gehört zur Gemeinde Bräcke. Der Ort liegt etwa 40 km Luftlinie südöstlich der Provinzhauptstadt Östersund und knapp 20 km nordwestlich des Gemeindezentrums Bräcke am See Revsundssjön, dem der linke Ljungan-Nebenfluss Gimån entfließt. Der Ort befindet sich am westlichen Ufer bei einer schmalen Stelle des Sees zwischen seinen nördlichsten Teilen Grimnäsfjärden und Landsomfjärden. Gällö ist der zweitgrößte Ort der Gemeinde nach ihrem Zentralort Bräcke.
Gällö hat einen Bahnhof an der schwedisch-norwegischen Eisenbahnverbindung Sundsvall–Storlien, deren schwedischer Teil Mittbanan genannt wird. Der Bahnhof Gällö liegt bei Streckenkilometer 149 ab Sundsvall. Die Europastraße 14, die ebenfalls Sundsvall und Trondheim verbindet, führt nördlich am Ortskern vorbei. In Gällö zweigt eine sekundäre Provinzstraße in das einige Kilometer westlich gelegene alte Kirchdorf Revsund und zu weiteren Orten im westlichen Teil der Gemeinde Bräcke ab.

## Geschichte
Die Ortschaft entstand bereits im frühen Mittelalter. Mit dem Ortsnamen Gällö steht vermutlich der des jämtländischen Wikingers Arnljot Gelline im Zusammenhang, der eine Rolle in der zur Heimskringla gehörenden Ólafs saga helga (Saga von Olaf dem Heiligen) spielt. 1988 wurde in Gällö eine Wikingerboot mit zugehörigem Naust (Bootshaus) errichtet und nach Arnljot benannt.
1644 war die Verteidigungsanlage Gällö skans (Schanze von Gällö) im Torstenssonkrieg zwischen Schweden und Dänemark-Norwegen umkämpft.
Über Gällö führte einer der Pilgerwege zum Nidarosdom in Trondheim, der St. Olofsweg, der 1997 als Touristenweg wiedereröffnet wurde.

## Wirtschaft
In Gällö gibt es Betriebe der Forstwirtschaft, darunder ein Sägewerk. Eine gewisse Rolle spielt der Tourismus: es gibt einen Campingplatz sowie einen Slalomhang mit Skilift und Skischule.